# Gare de Berlaimont
La gare de Berlaimont est une gare ferroviaire française de la ligne de Fives à Hirson, située sur le territoire de la commune de Berlaimont  dans le département du Nord, en région Hauts-de-France.
C'est une halte voyageurs de la Société nationale des chemins de fer français (SNCF) desservie par des trains TER Hauts-de-France.

## Situation ferroviaire
Établie à 134 mètres d'altitude, la gare de Berlaimont est située au point kilométrique (PK) 79,093 de la ligne de Fives à Hirson, entre les gares ouvertes du Quesnoy et d'Aulnoye-Aymeries.

## Histoire

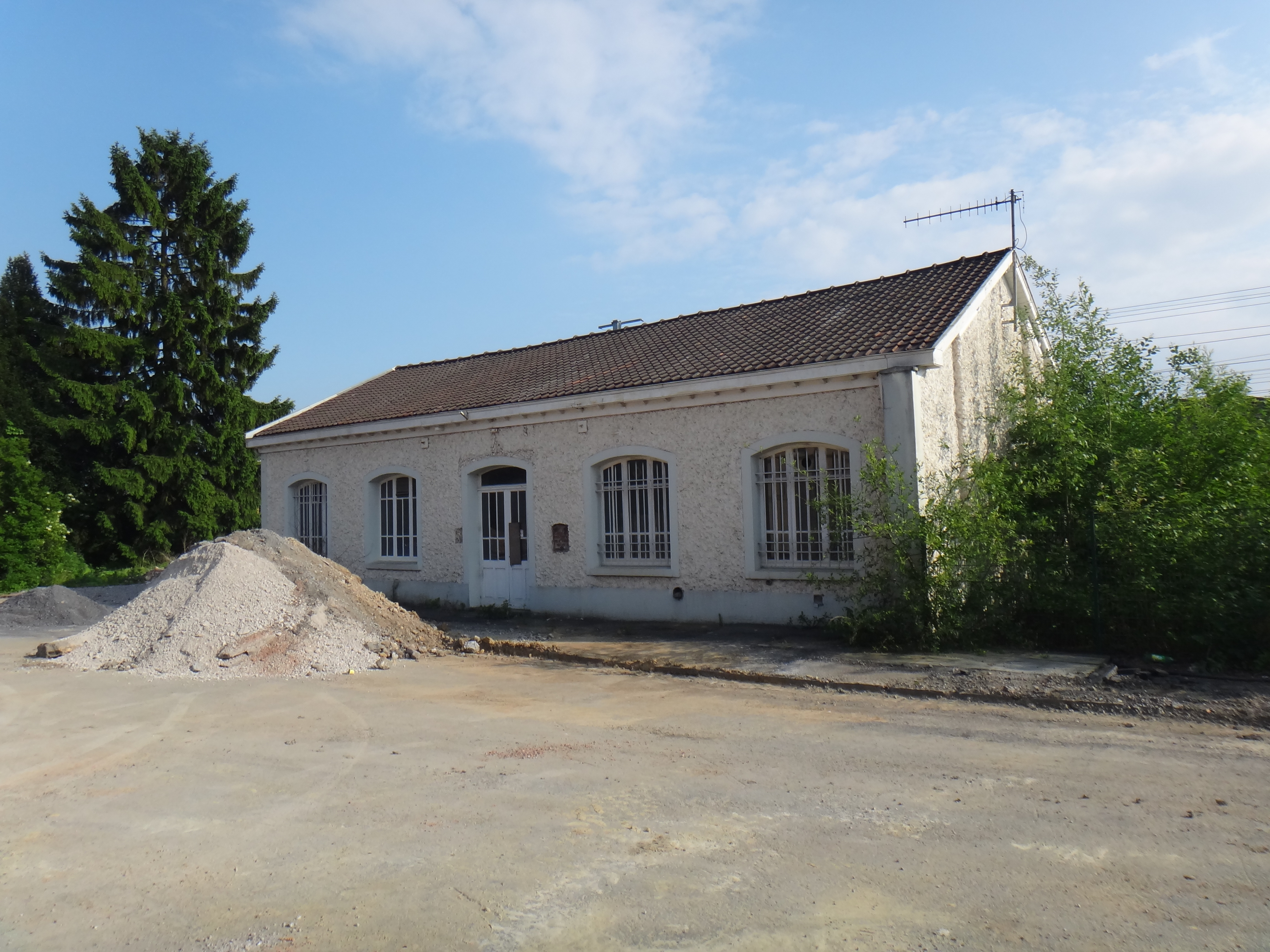
Bâtiment de la gare, vu depuis la voie publique, en 2014.

Le petit bâtiment voyageurs d’origine, dynamité pendant la Première Guerre mondiale, fut remplacé par un nouveau bâtiment type Reconstruction.
À cette occasion, le nouveau bâtiment fut construit 100 m plus loin, comme en témoigne l’emplacement de maisons visibles sur des cartes postales d’époque, montrant l’ancien bâtiment voyageurs.

## Service des voyageurs

### Accueil
Halte SNCF, c'est un point d'arrêt non géré (PANG) à accès libre.
Une passerelle permet le passage d'un quai à l'autre.

### Desserte
Berlaimont est desservie par des trains TER Hauts-de-France qui effectuent des missions entre les gares : de Lille-Flandres et d'Aulnoye-Aymeries, ou de Jeumont, ou d'Hirson ou de Charleville-Mézières.

### Intermodalité
Un parking pour les véhicules y est aménagé.

## Patrimoine ferroviaire
Le bâtiment voyageurs, construit après la Première Guerre mondiale, est toujours présent sur le site mais fermé aux voyageurs. La partie à étage servant logement de fonction au chef de gare a été démolie.
À la hauteur de l’ancien emplacement du bâtiment voyageurs, se trouve une grande passerelle en béton, datant des années 1920-1930, permettant aux piétons la traversée des voies. Elle comporte des rampes d'approche ainsi qu’un tablier arqué ; la balustrade est en béton et percée d’ouvertures à bords arrondis.